# Елізабет Карне
Елізабет Кетрін Томас Карне (англ. Elizabeth Catherine Thomas Carne; 16 грудня 1817–7 вересня 1873) — британська письменниця, натурфілософістка, геологиня, конхологиня, колекціонерка мінералів і філантроп. Після смерті батька стала банкіром. Її внесок у науку можна віднести до сфери екології людини.

## Особисте життя
Карне стала п'ятою з шести дітей у сім'ї науковця Джозефа Карном та його дружиною Мері Томас з Гламоргана. Елізабет народилася у Рів'єр-Гаусі, у парафії Філлак, поблизу Гейла, Корнуолл, її охрещено у місцевій церкві 15 травня 1820 року у Рів'єр-Гаус, який належав Cornish Copper Company, яку очолював її батько. Підвали були обладнані як лабораторії, де випробовували процеси плавлення міді й олова, а також вивчали мінерали та гірські породи на їхні складові. Цю лабораторію, ще до її народження, відвідав Девіс Гілберт і Гамфрі Деві, щоб побачити роботу наукового осередку. Народившись у впливовій і заможній методистській родині гірничодобувних агентів і торговців, Елізабет протягом усього життя чітко усвідомлювала бідність і злидні навколишніх гірничодобувних районів, а також гостру потребу в освіті та соціальній підтримці для тих, кому пощастило менше. Вона багато читала, вивчала математику, класику, кілька мов. І її дідусь, якого часто називають «батьком корнуолльського методизму», і її батько були стійкими й активними керівниками весліанського методистського класу у Церкві Англії, і місцева методистська книжкова кімната була розміщена в їхньому домі. Здобувши домашню освіту на Чапел-стріт у Пензансі, разом зі своїми сестрами, вона допомагала батькові з його великою колекцією мінералів і поділяла його гострий інтерес до геологічних утворень, віку та щільності. Близьким і відданим другом, з яким вона регулярно листувалася, була відома квакерська мемуаристка Керолайн Фокс з видатної родини мореплавців і шахтарів з Фалмута.

## Праці
Після смерті свого батька у 1858 році вона отримала великий капітал і використала цю спадщину, дотримуючись благодійних звичок батьків і сім'ї — поділила виділила значну суму грошей на освітні й інші благодійні цілі. Вона надала місце для школи Святого Павла, яка відкрилася 2 лютого 1876 року після її смерті у Пензансі та заснувала школи в Веслі-Рок (Гімур), Карфері та Босуллоу, трьох малонаселених районах поблизу Пензансу. Вона зробила, пожертвувавши викупну ціну за землю, на якій розміщувалась ратуша, й окремо побудувала музей на Нижній Квінс-стріт неподалік від свого дому, де виставлялася колекція мінералів, зібрана разом з батьком.

## Геологиня та письменниця
Вона була партнером свого батька з 1858 року до його смерті як голова Penzance Bank, заснованого її дідом Вільямом Карну у 1795 році (Баттен, Карн і Окснем). Вона також успадкувала любов свого батька до геології та написала чотири статті у «Наукових працях Королівського геологічного товариства Корнуолла»: «Cliff Boulders and the Former Condition of the Land and Sea in the Land's End district», «The Age of the Maritime Alps surrounding Mentone», «On the Transition and Metamorphosis of Rocks» і «On the Nature of the Forces that have acted on the Formation of the Land's End Granite». Вона стала першою жінкою, обраною членом Королівського геологічного товариства Корнуолла. Вона також була раннім членом разом зі своїми подругами Керолайн Фокс і Анною Марією Фокс з Королівського політехнічного товариства Корнуолла у Фалмуті, Корнуолл.
Вона написала низку статей для «London Quarterly Review» та кілька книг.

## Відомі ідеї
Карне заперечила ідею, що підйом ділянок граніту на території Англії спричинено ерозією навколишньої породи, натомість припустила причину, яка пізніше стане відомо як сейсмічні хвилі. За два роки після її смерті одна зі статей Карне на цю тему опубліковано у «Наукових працях Королівського геологічного товариства Корнуолла, том 9, частина 1». Стаття свідчить, що попередні зв'язки між гранітними лініями розломів і магнітними полями не були фактичними. Її альтернативне пояснення полягало у тому, що певні місця у межах граніту піддавалися більшому тиску під час формування, у цих областях утворювалися менші кристали, а отже, вони були міцнішими. Дотримуючись цієї логіки, вона пояснила, що круті кути, помічені в долинах, були спричинені розломами, які утворилися вздовж кордонів більш міцних і слабких порід, а не ерозією. Вона вважала, що ці сили мають «природу закону», спираючись на ідеї геологічного уніформізму. Карне дійшла висновку, що ці природні явища можливо спричинив лише «великий хвилеподібний рух», подібний до тих, що викликаються землетрусами. Вона пояснила, що «неосілий» м'який граніт буде зігнутий у пагорби та долини (складки), де затверділий граніт зламається (розлом).
Також у «Наукових працях Королівського геологічного товариства Корнуолла, Том 9, Частина 1» було опубліковано звіт Карне про метаморфізм, у якому вона припустила, що, як видно з безлічі структур, які може взяти одна речовина скелі повинні зазнавати певних змін з часом. Основною причиною цих змін Карне назвала величезну спеку та тиск. Вона визнала, що якщо деяке внутрішнє тепло та тиск впливають на один тип породи, вона може припустити, що вони також впливають на навколишню породу, що ще більше пов'язує її ідеї з теорією уніформізму. Пізніше у своїй статті науковиця заперечила ідею, що її місцевий граніт утворився лише в результаті «магматичного виверження» через точне розташування навколишніх порід. Натомість припустила, що якби утворення відбулося під час застигання магми, навколо родовища не було б чітких шарів зеленого каменю та фіолетової породи. З цього вона зробила висновок, що якась інша, більш точна сила, як тиск, мала впливати на ці утворення.

## Упередженість в науці
За даними ЮНЕСКО, «гендерні упередження також виявляються в процесах рецензування». Стаття зі 117-му тому «Праць Асоціації геологів» описує Карне як «схильною до безхарактерних спекуляцій» попри її знання про геологічний склад рідного регіону.

## Смерть
Карне померла у Пензансі 7 вересня 1873 року і була похована у Філлаку через п'ять днів, 12 вересня. Її надгробна проповідь проголошено у пензанській церкві св. Марії преподобним пребендарієм Геджелендом 14 вересня.
Серед її праць:
- ‘Three months' rest at Pau in the winter and spring of 1859’ — brought out with the pseudonym of John Altrayd Wittitterly in 1860.
- ‘Country Towns and the place they fill in Modern Civilization,’ 1868.
- ‘England's Three Wants’ — an anonymous spiritual pamphlet, 1871.
- ‘The Realm of Truth,’ 1873.